# Schwalb (Hornbach)
Die Schwalb (frz. La Schwalb oder Le Schwalbbach) ist ein gut 25 km langer linksseitiger Zufluss des Hornbachs in Frankreich und Deutschland. Die Schwalb entwässert mit ihren Nebenbächen zentrale Teile des Pays de Bitche, des Bitscher Landes, über Hornbach, Schwarzbach, Blies und Saar zur Mosel.

## Name
Die Endung -alb leitet sich vom galloromanischen Wort *-albā für 'Weißwasser' ab. Die Ersterwähnung des Flusses fand 742 als Suabalba statt. Das Bestimmungswort ist der Stammesname Schwaben.

## Geographie

### Verlauf

#### Lambach
Die Schwalb entspringt als Lambach mit zwei Quellgräben am nördlichen bzw. westlichen Ortsrand von Lemberg. Die im östlichen Bereich gelegenen Abflüsse ergeben hingegen den Moderbach, der über die Nördliche Zinsel der Moder zufließt, die in den Rhein mündet. Somit liegt Lemberg auf der Wasserscheide zwischen Rhein und Mosel.
Der Lambach nimmt seinen ganzen Weg ziemlich gerade nach Norden, zunächst über den Loechersbacherweiher an Lambach und Siersthal vorbei, wo von rechts der Schwangerbach hinzukommt.

#### Schwalb
Weiter fließt die Schwalb über die Fromuehle nach Holbach. Danach ist das Tal dünner besiedelt, und es folgen nur noch wenige Ortschaften, aber viele Mühlen. Nachdem die D 620 den Bach gekreuzt hat, fließt dieser über Weiskirch zum Kantonshauptort Volmunster, wo die einzige noch aktive Getreidemühle steht.

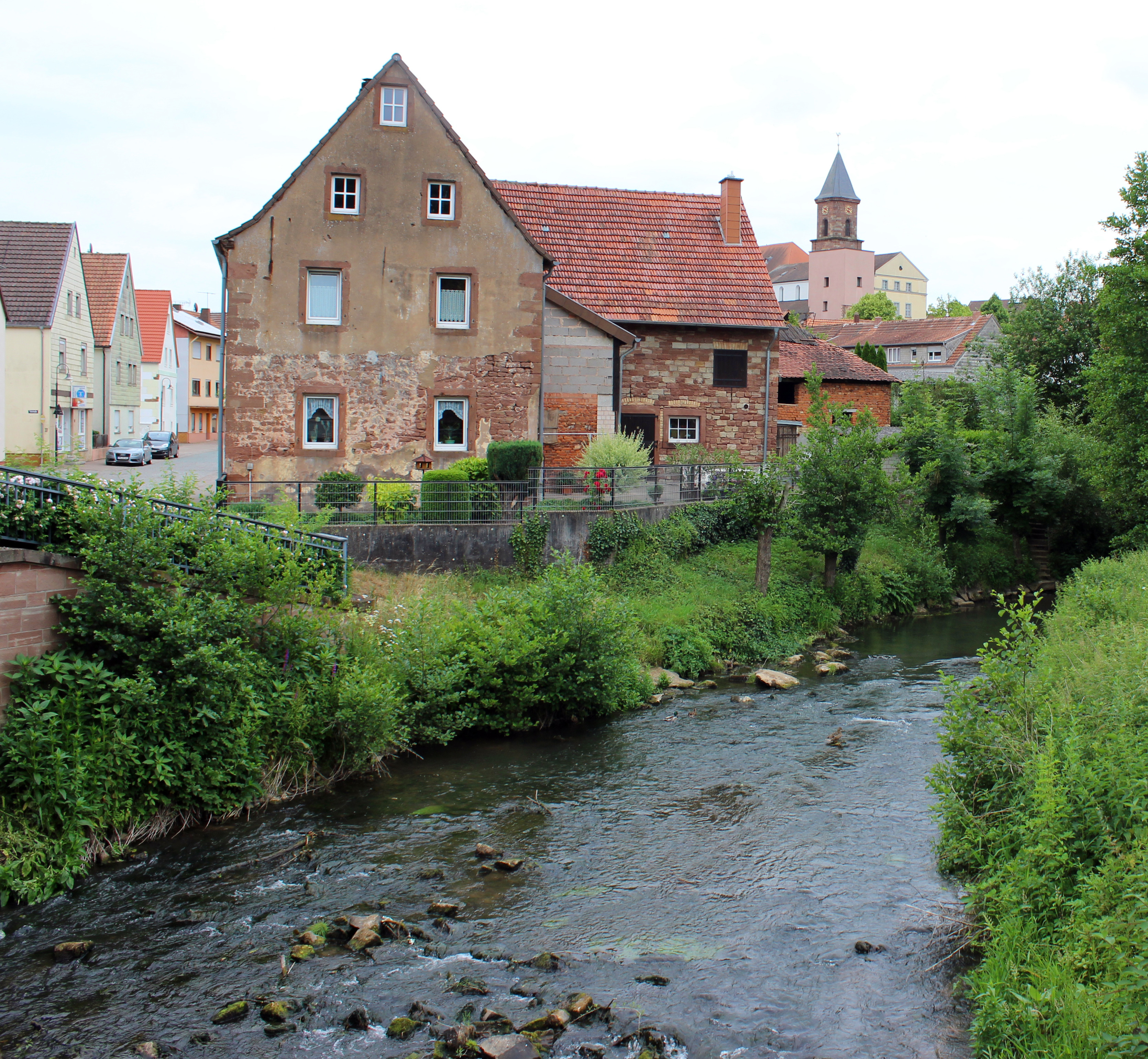
Die Schwalb in Hornbach

Ab der Loutzviller Mühle bildet der Bach die Staatsgrenze zwischen Frankreich und Deutschland, und zwar zunächst zum Saarland und dann von der Moulin de Schweyen bis kurz vor Hornbach zu Rheinland-Pfalz.
Im Stadtgebiet von Hornbach mündet die Schwalb auf einer Höhe von 240 m ü. NHN von Süden und von links in den aus dem Osten heranziehenden Hornbach.
Der etwa 25,3 km lange Lauf der Schwalb endet ungefähr 45 Höhenmeter unterhalb des Zusammenflusses ihrer beiden Quellbäche, sie hat somit ein mittleres Sohlgefälle von etwa 1,8 ‰. Vom Gesamtverlauf der Schwalb befinden sich 23,4 km auf französischem Gebiet.

### Einzugsgebiet
Das 114,47 km² große Einzugsgebiet der Schwalb liegt in der Westricher Hochfläche und wird durch sie über den Hornbach, den Schwarzbach, die Blies, die Saar, die Mosel und den Rhein zur Nordsee entwässert.
Es grenzt
- im Nordosten an das Einzugsgebiet des Weiherbachs und an das des Breidenbachs, die beide in den Hornbach münden;
- im Osten an das des Hornbach-Zuflusses Schorbach und an das des Hornbachs direkt;
- im Südosten an das des Moderbachs, der über die Nördliche Zinsel und die Moder in den Rhein entwässert;
- im Südwesten an das des Petersbachs, der über die Eichel, die Saar und die Mosel ebenfalls in den Rhein entwässert und
- im Westen an das der Bickenalb, die in den Hornbach mündet.

Das Einzugsgebiet wird bei spärlicher Besiedlung von landwirtschaftlichen Nutzflächen dominiert. Die Hanglagen der Täler sind oftmals bewaldet.
Die höchste Erhebung ist das Saueck mit einer Höhe von 427 m im Süden des Einzugsgebiets.

### Zuflüsse
Reihenfolge der Gewässer erfolgt von der Quelle zur Mündung. Daten in Frankreich nach SANDRE und in Deutschland nach dem Geoexplorer WW
Der bedeutendste Zufluss ist der auf der rechten Seite einmündende Schwangerbach mit einer Länge von 7,4 km. Man könnte ihn auch als einen der beiden Quellbäche der Schwalb ansehen, der andere wäre dann der von der linken Seite kommende etwa 5,8 km lange Lambach.
Der längste Zufluss von der linken Seite ist der Bierbach mit 3,8 km.
| Name                  | GKZ              | Lage   | Länge in km | EZG in km² | Mündung                        | Mündungshöhe in m ü. NHN | Bemerkungen            |
| --------------------- | ---------------- | ------ | ----------- | ---------- | ------------------------------ | ------------------------ | ---------------------- |
| Schwangerbach         | A9340420         | rechts | 007,4000    |            | bei Siersthal                  | 26900000                 |                        |
| Steschbach            | A9340660         | links0 | 003,2000    |            | südlich der Frohmühle          | 26600000                 |                        |
| Ruisseau du Grossthal | A9340740         | rechts | 002,4000    |            | bei Holbach                    | 26100000                 |                        |
| Bitscherbach          | A9340880         | rechts | 002,0000    |            | bei Hottviller                 | 25900000                 | Ruisseau de Bitche     |
| Korbach               | A9340940         | rechts | 001,2000    |            | nordwestlich von Hottviller    | 25600000                 |                        |
| Bierbach              | A9350330         | links0 | 003,8000    |            | südlich von Urbach-Vogelsmühle | 25400000                 |                        |
| Dorfbach              |                  | links0 | 003,0000    |            |                                |                          |                        |
| Baechelbach           |                  | rechts | 002,3000    |            |                                |                          | Ruisseau Backelbach    |
| Weisskircherbach      |                  | links0 | 003,0000    |            |                                |                          |                        |
| Bachelbach            |                  | links0 | 002,1000    |            |                                |                          |                        |
| Nesselbach            |                  | rechts | 003,0000    |            |                                |                          |                        |
| Bach vom Teufelsberg  | 2642686-94       | rechts | 002,0000    | 0002,080   |                                |                          |                        |
| Becherbach            | 2642686-96       | links0 | 001,2000    | 0002,150   |                                |                          |                        |
| Ringweiler Talbach    | 2642686-98       | links0 | 001,9000    | 0002,520   |                                |                          |                        |
| Schwalb               | A93-0220 2642686 |        | 025,3000    | 0114,470   | in Hornbach                    | 23000000                 | Mündet in den Hornbach |

Anmerkungen zur Tabelle
1. ↑  Gewässerkennzahl, in Deutschland die amtliche Fließgewässerkennziffer mit zur besseren Lesbarkeit eingefügtem Trenner hinter dem Präfix, das einheitlich für den allen gemeinsamen Vorfluter Schwalb steht.
2. 1 2 3  Eigenmessung auf dem Kartendienst Géoportail (Hinweise).
3. ↑  Die Daten der Schwalb zum Vergleich.

## Verkehrswege
Von Volmunster bis Hornbach verläuft parallel zur Schwalb der Sentier des Moulins (Mühlenwanderweg). Auch der Europäische Mühlenradweg nutzt auf diesem Abschnitt das Schwalbtal. Von 1916 bis 1945 verkehrte entlang der Schwalb zwischen Hornbach und Brenschelbach die Hornbachbahn.

## Sehenswürdigkeiten

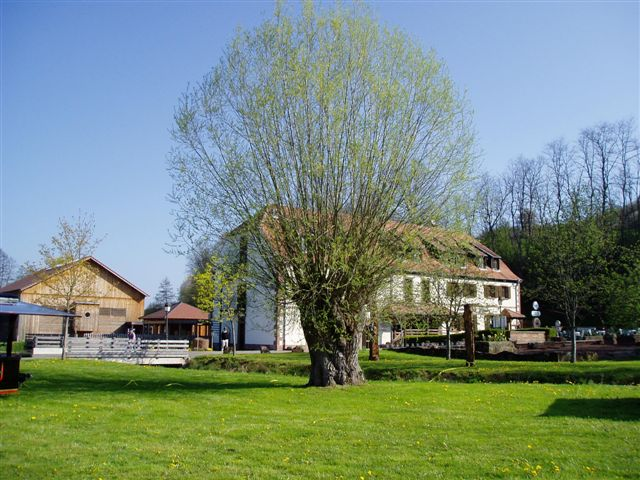
Mühlenmuseum Eschviller
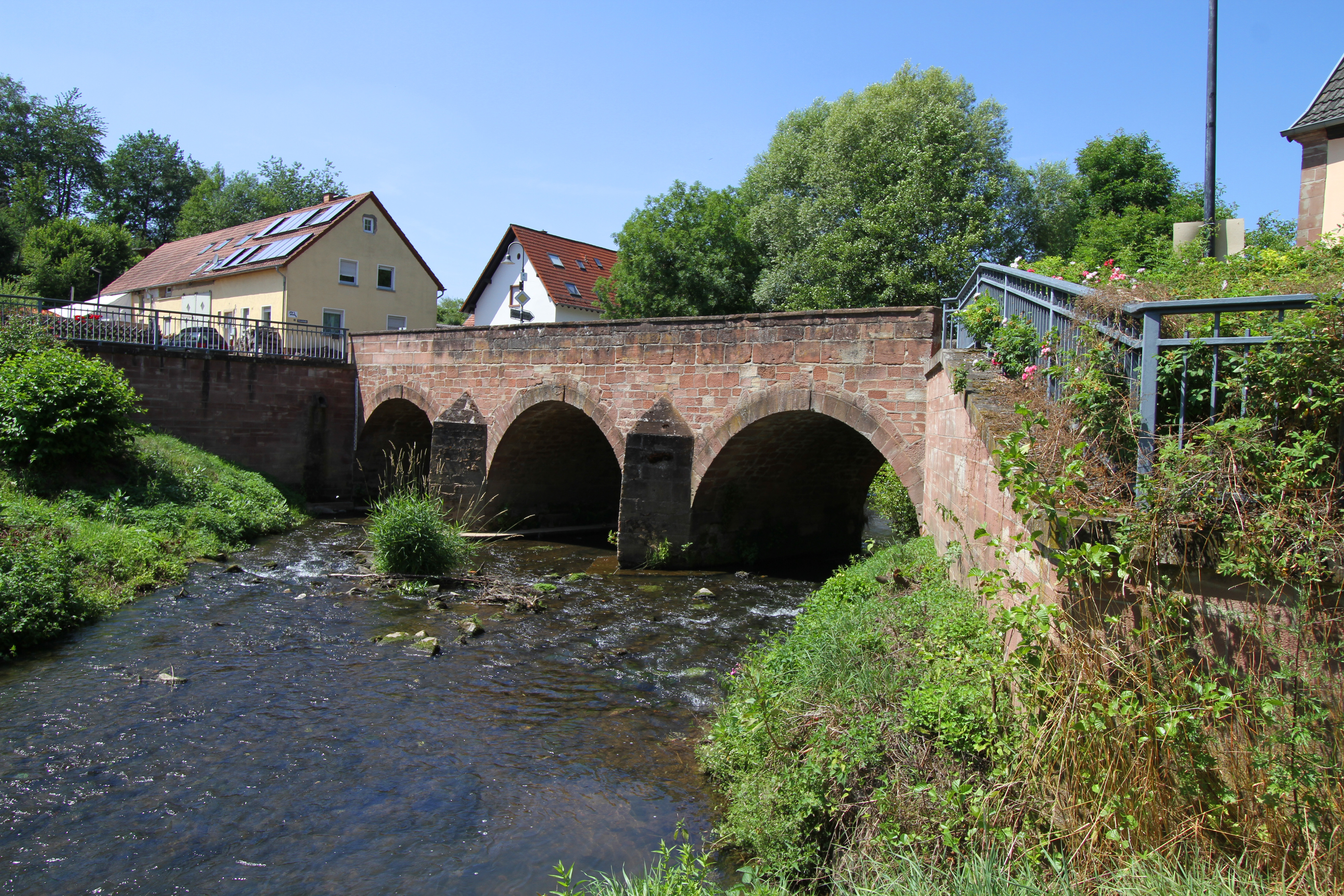
Lauerbrücke in Hornbach

- Am Europäischen Mühlenradweg ist in der Moulin d’Eschviller ein sehenswertes Mühlenmuseum eingerichtet.
- Kurz vor ihrer Mündung wird die Schwalb in Hornbach von der aus behauenen Sandsteinen bestehenden Lauerbrücke überquert.